# Streblocera garleppi
Streblocera garleppi är en stekelart som först beskrevs av Günther Enderlein 1912.  Streblocera garleppi ingår i släktet Streblocera och familjen bracksteklar. Inga underarter finns listade i Catalogue of Life.